# Нигер на летних Олимпийских играх 1984
Нигер принимал участие в Летних Олимпийских играх 1984 года в лос-Анджелесе (США) после двенадцатилетнего перерыва, в четвёртый раз за свою историю, но не завоевал ни одной медали.